# Enrique Buenaventura
Pour les articles homonymes, voir Buenaventura.
Enrique Buenaventura, né le 19 février 1925 à Cali et mort le 31 décembre 2003 dans la même ville, est un acteur, écrivain, metteur en scène et réalisateur colombien.

## Biographie

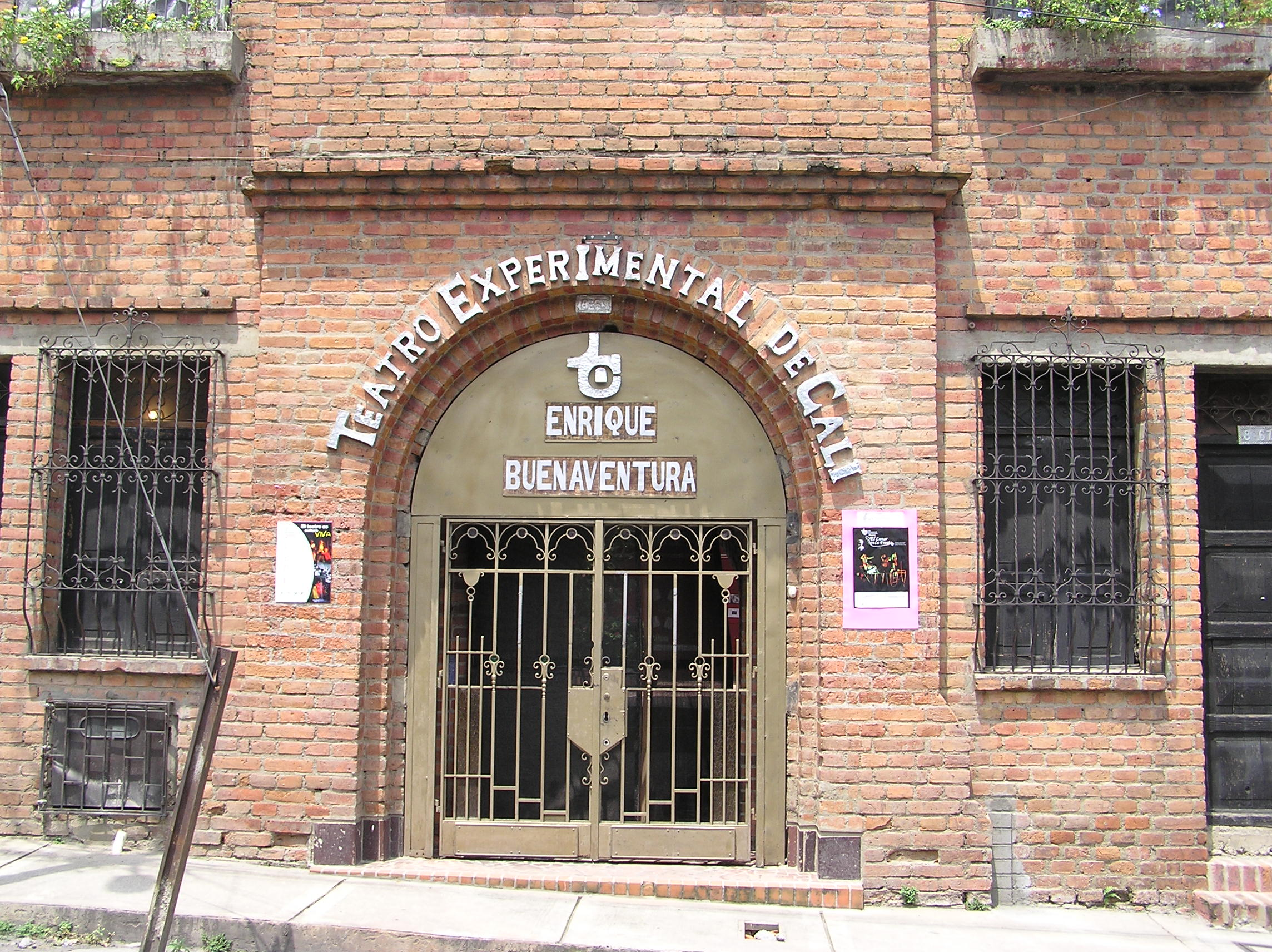
L'entrée du Teatro Experimental de Cali, fondé par Enrique Buenaventura.

Dans sa jeunesse, Buenaventura travaille dans des domaines variés:  il est mineur, matelot, peintre, journaliste, cuisinier, etc. Mais c´est dans le théâtre qu´il laisse un héritage important.
Il fait ses études secondaires dans le Colegio Santa Librada à Cali jusqu´en 1940. Il fait ensuite des études d´arts plastiques puis il va vivre à Bogota et il entre à l'Université nationale de Colombie pour étudier la philosophie. Buenaventura a longtemps été le directeur de la Escuela de Teatro del Instituto Departamental de Bellas Artes de Cali. Il voyage dans de nombreux pays d´Amérique Latine avant de retourner dans la ville qui l´a vu naître et travailler pour le théâtre de la région et du pays. Par son travail il change la mentalité costumbriste du théâtre colombien. En 1955 il fonde le Teatro Experimental de Cali, TEC, qu´il dirige jusqu´à peu de temps avant sa mort.
Ses ouvrages sont engagés et tissent une critique sociale, en rapport avec sa pensée de gauche. Le dramaturge emploie des techniques théâtrales diverses, influencées entre autres par Bertolt Brecht. Il essaye de créer ainsi un théâtre populaire, qui a été souvent mis en scène, étudié et traduit. Buenaventura a été  aussi acteur et il apparaît dans les films Milagro en Roma (1988, Lisandro Duque) et La Deuda (1997, Manuel José Álvarez et Nicolás Buenaventura Vidal).
Enrique Buenaventura meurt le 31 décembre 2003 et son corps repose sous un arbre dans les installations du Teatro Experimental de Santiago de Cali.

## Ouvrages
- El monumento (1959)
- Réquiem por el padre de las Casas (1963)
- La tragedia del Rey Chiristope (1963)
- Historia de una bala de plata (1965)
- Los papeles del infierno (1968)
- Seis horas en la vida de Frank Kulack (1969)
- El convertible rojo (1969)
- La orgía (1973)
- Opera bufa (1984)
- La estación de Aladino y la lámpara maravillosa (1984)